# نظام حقوقی شیعه
نظام حقوقی شیعه، یکی از دو شاخه عمده حقوق اسلامی است که با یک سنت نوآوری پیوسته طولانی به‌طور یکپارچه گسترش یافته‌است. این نظام به دلیل بازبودن به ایده‌های جدید و تشویق استقبال کردن از نقد و مشارکتهای ابتکاری به صورت یک بدنه پر رونق از اندیشه حقوقی رشد کرد. بسیاری از حقوق دانان شیعه در گذشته فیلسوفان برجسته‌ای هم بوده‌اند و عناصر بسیاری از منطق و فلسفه اسلامی از طریق آنان در قانون و علم حقوق اسلامی وارد شد. از سوی دیگر این روند منجر به ظهور تحلیل حقوقی جدید و بسیار دقیق در قانون و حقوق اسلامی شد و از سوی دیگر به توسعه منطق و فلسفه اسلامی هم کمک کرد. آثار حقوقی شیعه خصوصاً آن‌ها که مربوط به دو قرن اخیر اند، نه تنها به دلیل تحلیل حقوقی شان بلکه به دلیل ارزیابی و نقد نقطه نظرهای مشخصی در منطق و فلسفه مورد مطالعه در جهان اسلام ارزش بسیاری دارند.